# Voyager Golden Record

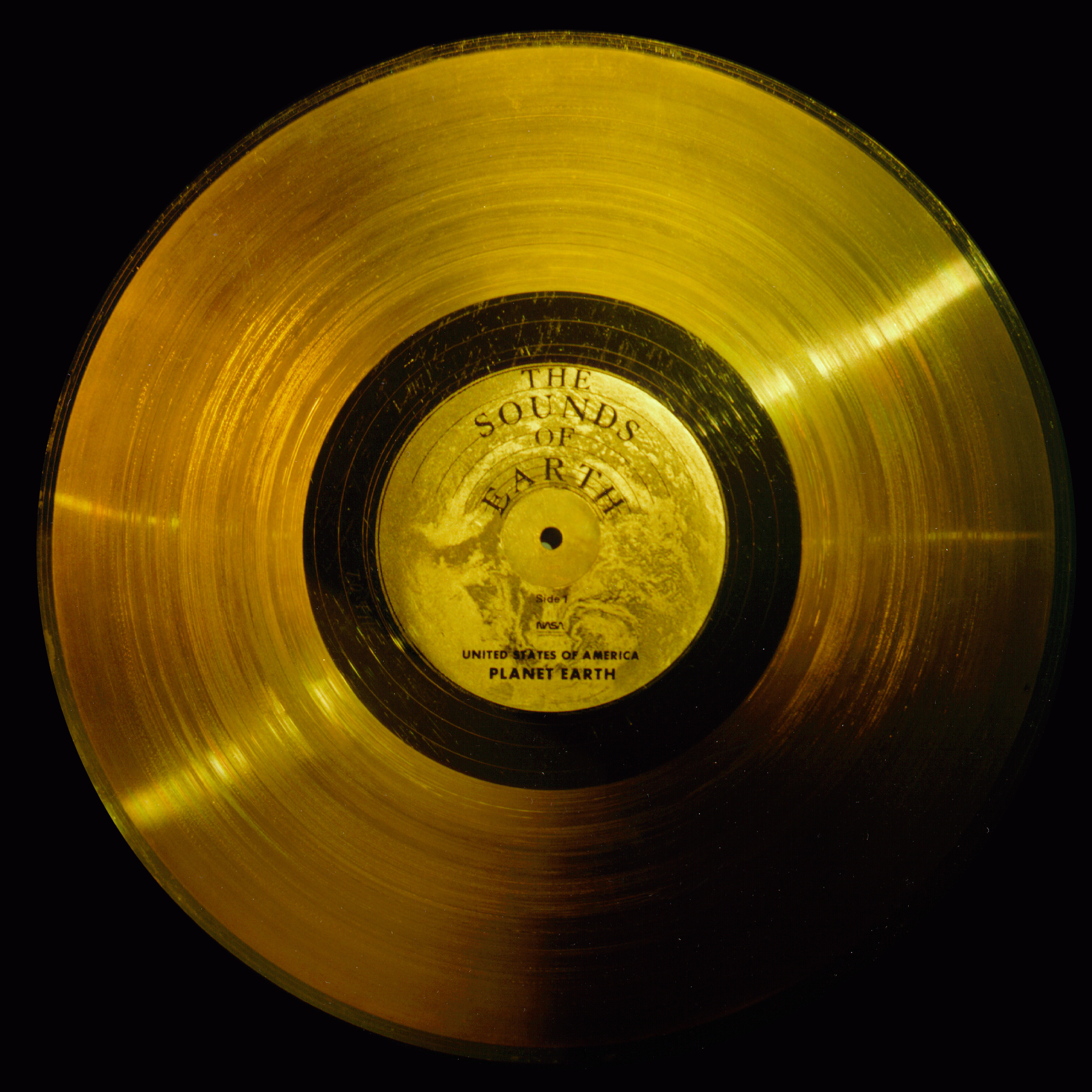
Płyta Voyager Golden Record

Voyager Golden Record – pozłacane dyski, które zostały umieszczone na dwóch sondach wystrzelonych przez NASA w 1977 w ramach programu Voyager. Zawierają dźwięki i obrazy mające ukazać różnorodność życia i kultur na Ziemi. Przeznaczone są dla pozaziemskich cywilizacji lub ludzi z przyszłości, którzy zdołaliby je odnaleźć. Pomysłodawcami dwugodzinnego nagrania byli Frank Drake i Carl Sagan.
Nie są to jedyne sondy z tego typu wiadomością. Poprzedzające Voyagery sondy Pioneer 10 i Pioneer 11 również mają płytki z informacjami o Ziemi i jej mieszkańcach.
Carl Sagan: „Te statki kosmiczne zostaną odszukane i znajdujące się na nich nagrania odtworzone tylko jeśli we wszechświecie żyją zaawansowane i podróżujące przez kosmos cywilizacje. Jednakże wrzucenie tych butelek z wiadomością do kosmicznego oceanu mówi coś optymistycznego o życiu na tej planecie”.

## Zawartość
Materiały, które miały znaleźć się na płytach zostały wybrane przez komitet pod przewodnictwem Carla Sagana. Razem ze współpracownikami wybrał 116 zdjęć, różnorodnych dźwięków wydawanych przez zwierzęta oraz odgłosów natury. Do tego dołączono muzykę pochodzącą z różnych kultur i epok oraz pozdrowienia w 56 językach (55 współczesnych i starożytnych językach oraz esperanto). Załączono także wiadomość od prezydenta Stanów Zjednoczonych Jimmy’ego Cartera i sekretarza generalnego ONZ Kurta Waldheima.
Wśród obrazów znalazły się czarno-białe i kolorowe fotografie oraz diagramy. Zawierają dane naukowe dotyczące wartości fizycznych i matematycznych, Układu Słonecznego, jego planet, DNA, a także ludzkiej anatomii. Oprócz tego zamieszczono zdjęcia innych organizmów żywych zamieszkujących Ziemię i jej krajobrazów. Obrazy ludzi ukazują różnorodność kultur. Można na nich zobaczyć jedzenie, architekturę i czynności życia codziennego.
Wiele zdjęć zawiera informacje na temat czasu, rozmiaru i wagi. Na niektórych ukazano skład chemiczny. Wszystkie jednostki miary użyte do opisu zdjęć są zdefiniowane na pierwszych obrazach przy użyciu wartości, które powinny być takie same w całym wszechświecie.
Nagrania muzyczne zawierają utwory artystów takich jak Jan Sebastian Bach, Ludwig van Beethoven, Guan Pinghu, Wolfgang Amadeusz Mozart, Igor Strawiński, Blind Willie Johnson, Chuck Berry i Kesarbai Kerkar.
Pod wpływem krytyki jaką NASA otrzymała za umieszczenie wizerunków nagiej kobiety i mężczyzny na tabliczkach sond Pioneer, agencja nie zezwoliła Carlowi Saganowi i jego kolegom na dołączenie takiego zdjęcia do nagrania. Zamiast tego znajduje się na nim jedynie wizerunek sylwetki mężczyzny i kobiety.

### Błędy
Zdjęcie 14/122 (ang. Chemical definitions) zawiera nieprawidłowo narysowany atom fosforu oznaczony tam jako p. Na ostatniej powłoce ma on narysowane 6 elektronów, zaś w rzeczywistości ma ich 5. Błąd może skutkować nieprawidłowym odczytaniem struktury DNA pokazanej na kolejnych zdjęciach.
Suma składników atmosfery na zdjęciu 13/122 (ang. Egypt, Red Sea, Sinai Peninsula and the Nile) wynosi ponad 100%.

## Odtworzenie

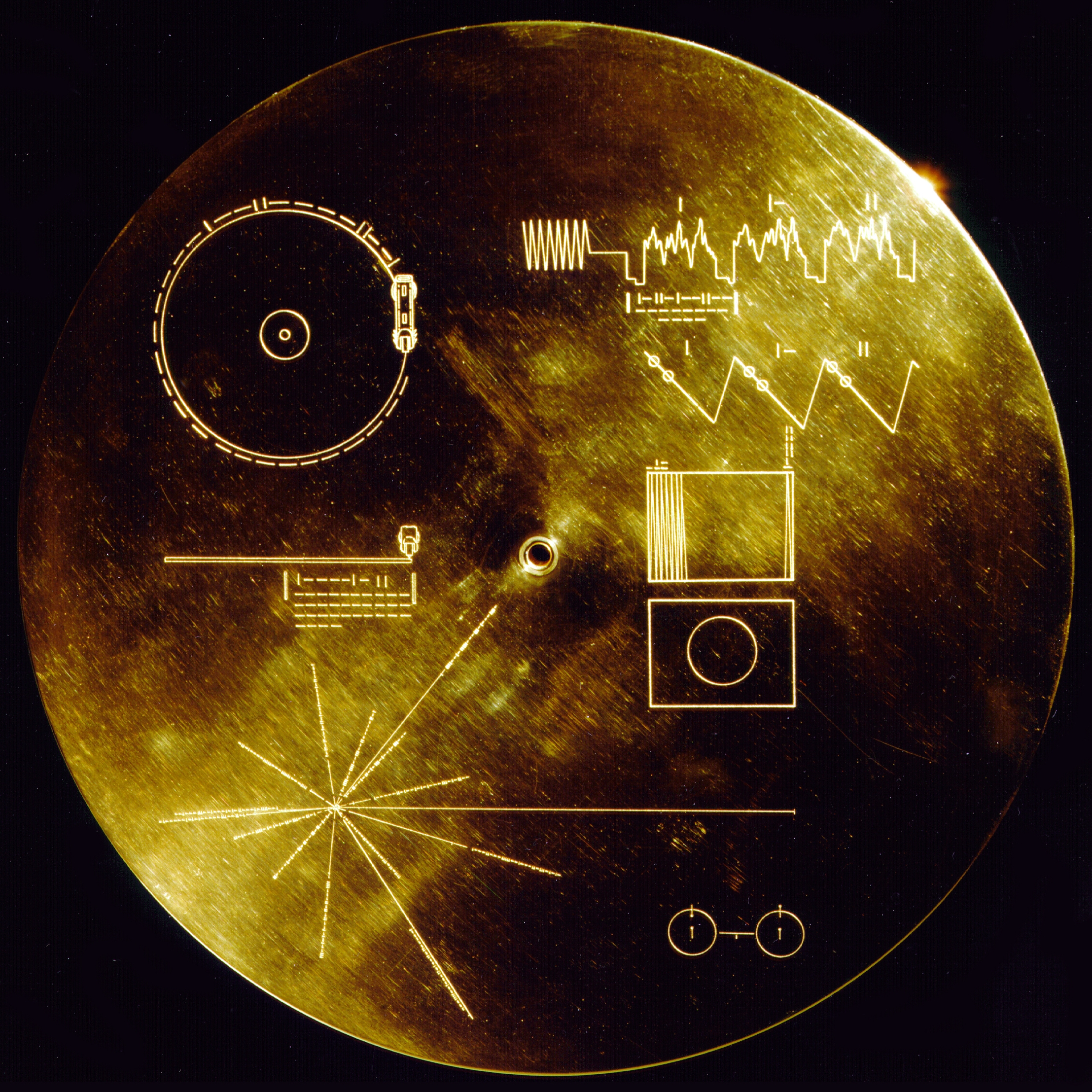
Odwrotna strona płyty z nadrukowanymi symbolami

Odwrotna strona płyty zawiera instrukcję odtworzenia informacji na niej zawartych przeznaczoną dla potencjalnych znalazców. Rysunek na dole po prawej stronie z dwoma okręgami, to symbol promieniującego atomu wodoru ustalający jednostki czasu używane w instrukcji. Jedna jednostka to czas przejścia wodoru z jednego stanu w drugi wynoszący 0,7 nanosekundy.
Po lewej stronie na górze widać fonograf i igłę. Dookoła, w systemie dwójkowym wykorzystując jednostkę czasu zdefiniowaną przy rysunku atomu wodoru, podana jest prawidłowa prędkość odtwarzania. Wynosi ona 1 obrót w ciągu 3,6 sekundy. Na znajdującym się poniżej rysunku fonografu z boku zaznaczono, że nagranie należy odtwarzać od zewnętrznej krawędzi płyty do środka.
Po prawej stronie na górze zamieszczono instrukcję odtworzenia znajdujących się na płycie obrazów. Każdy z nich zakodowany jest jako seria 512 pionowych linii, podobnie jak analogowy sygnał telewizyjny. Instrukcja składa się z czterech części. Przedstawiono ogólny wygląd sygnału. W systemie dwójkowym podano czas trwania jednej linii obrazu. Trzeci obrazek pokazuje jak należy zapisać linie, a czwarty to pierwsze zdjęcie z płyty (okrąg).
Na lewo od rysunku atomu wodoru znajduje się diagram przedstawiający położenie Układu Słonecznego względem 14 pulsarów. W systemie dwójkowym podano częstotliwość wysyłania przez nie impulsów. Identyczna mapa znajduje się na dwóch sondach serii Pioneer.